# カタリナ・デ・エラウソ
カタリナ・デ・エラウソ（スペイン語: Catalina de Erauso、1592年 – 1650年）は、17世紀前半のスペインおよびスペイン領アメリカの半伝説的な人物。「修道女中尉」を意味するラ・モンハ・アルフェレスと呼ばれた。

## 生涯
カタリナはバスク地方の都市サン・セバスティアンに兵士の娘として生まれた。彼女は修道女になることを期待されて修錬女となったが、正式に修道誓願をする直前だった15歳のとき、鞭打ち行に耐えられず修道院を脱走した。カタリナは4歳の時に修道院に入って以来、一度も外の世界に出たことはなかった。カタリナは男装して「フランシスコ・デ・ロヨラ（Francisco de Loyola）」と名乗り、サン・セバスティアンを離れてバリャドリッドへの長い旅に出た。途中でビルバオを訪れた際、カタリナは同郷のバスク人の手伝いとして新大陸へと向かう船の乗組員となった。
彼女はスペイン領アメリカに到着すると、今度は「アロンソ・ディアス・ラミレス・デ・グスマン（Alonso Díaz Ramírez de Guzmán）」と名乗って兵士に登録した。彼女は何人かの隊長の下でアラウコ戦争に従軍し、その隊長の中には彼女自身の兄弟もいたが、カタリナは正体を見破られなかった。ある夜、彼女は1人の男を殺したさいに致命傷を負ってしまい、死の床での告白に際して自分の性別を明かした。ところが、カタリナは4か月後には健康を回復してしまい、女性であることがばれてしまった彼女はグアマンガへと移った。
更なるトラブルを避けるため、カタリナは司教に自分の性別を告白した。司教の勧めで彼女は修道院に入り、彼女の半生の物語は海をこえて広まった。1620年、リマ大司教はカタリナを召喚し接見した。1624年、彼女はもう一度戦いに参加したあとで、スペインに戻った。カタリナはローマとその他のイタリア各地を旅行した。この旅では、彼女は男装して教皇ウルバヌス8世に謁見を許されたほどに大きな評判を得た。カタリナは1645年、ペドロ・デ・ウルスアを司令官とするヌエバ・エスパーニャへの艦隊に乗ってスペインを離れた。ベラクルス州から戦地へ赴く途中、彼女はラバに乗っていた。今回の遠征では、彼女はアントニオ・デ・エラウソ（Antonio de Erauso）と名乗っていた。1650年、カタリナはヌエバ・エスパーニャのスエトラクストラで死んだ。
フランチェスコ・クレセンジオの描いたカタリナの肖像画は失われたが、1630年にフランシスコ・パチェーコ（ディエゴ・ベラスケスの義父）の描いた肖像画は現存する。
ペドロ・デ・ヴァッレは1626年、ローマのマリオ・シパーノに宛てた手紙の中で、イタリアの薬を送ってくれるよう頼んだ後に、自分が見たというカタリナの容姿について書いている。彼によれば、彼女は背が高く、筋骨隆々の肉体と子供のように小さい胸をもっていた。カタリナは醜くはないがかなり老けこんでおり、女というより宦官のように見えた。彼女は女々しい宮廷人のような格好をせず、剣を身に着けてスペイン男性の格好をして兵士らしかった。

## メディア
1625年、フアン・ペレス・デ・モンタルヴァンはカタリナの評判を当て込んで『修道女中尉の有名な喜劇（Comedia famosa de la monja Alférez）』という劇を執筆した。本物かどうかかなり疑わしいカタリナの自伝は1626年から出版されており、現在に残るその最も古い原稿は1794年の版である。1838年版は現在、オンラインで見ることが出来る。彼女は多くの小説の題材となった。
エミリオ・ゴメス・ムリエルはカタリナの生涯を描いた映画を制作し、マリア・フェリックスが男装の女兵士エラウソを演じた。1987年に制作された同様の映画では、エスペランサ・ロイが主演を務めた。
ゲーム「大航海時代シリーズ」の一つ『大航海時代II』には、カタリナをモデルにした「カタリーナ・エランツォ」という人物が登場する。ただし、名前と海軍軍人であること以外には、本物のカタリナと共通の要素はない。ゲームの中の彼女は性を偽装していないし、復讐のために海賊となるのである。15世紀から17世紀までの史実の人物が航海士になる『大航海時代V』では「カタリーナ・デ・エラウソ」が「カタリーナ・エランツォ」とは別人として登場している。
カタリナはキム・マクニーの短編「氷と太陽の地」に主人公として描かれた。この物語はエリック・フリントの歴史改変小説「1632シリーズ」の第11巻の中に取り入れられた。